# ساراگوسا
ساراگوسا یا ساراگوزا (اسپانیایی: Zaragoza‎، تلفظ: [θaɾaˈɣoθa]) مرکز استان ساراگوسا و بخش خودمختار آراگون در کشور اسپانیا است که در کرانهٔ رودخانهٔ ایبرو قرار دارد.
در ۱ ژانویهٔ ۲۰۲۱ میلادی، جمعیت این شهر ۶۷۵٬۳۰۱ نفر بود، و ۹۷۳٫۷۸ کیلومتر مربع (۳۷۵٫۹۸ مایل مربع) مساحت دارد.
این شهر ۲۷مین شهر پرجمعیت در اتحادیهٔ اروپا است و منطقهٔ کلان‌شهری آن در سال ۲۰۰۶، جمعیت آن ۷۸۳٬۷۶۳ نفر بوده‌است که در حدود ۵۰ درصد جمعیت منطقهٔ آراگون را شامل می‌شود. ساراگوسا در ارتفاع ۲۰۸ متر (۶۸۲ فوت) بالاتر از سطح دریا قرار دارد.
ساراگوسا میزبان اکسپو ۲۰۰۸ در تابستان ۲۰۰۸، نمایشگاه جهانی دربارهٔ آب و توسعهٔ پایدار بود. این شهر همچنین نامزد پایتخت فرهنگی اروپا در سال ۲۰۱۲ بود.
این شهر به‌خاطر فولکلور، غذاهای محلی و مکان‌های شاخصی مانند کلیسای جامع، کلیسای لا سئو، و کاخ الجعفریه مشهور است که این بناها در فهرست میراث جهانی یونسکو قرار دارند.